# Desmodus rotundus
El murciélago vampiro común (Desmodus rotundus del griego "Δεσμός" y "Οδούς" "Diente unido" ) es una especie de murciélago de la subfamilia de los desmodontinos (murciélagos vampiros) nativo del Neotrópico, y en la actualidad es la única especie existente del género Desmodus. Se encuentra en los bosques y plantaciones, desde México hasta el norte de Chile y Argentina, hasta los 2900 m de altitud.

## Descripción física

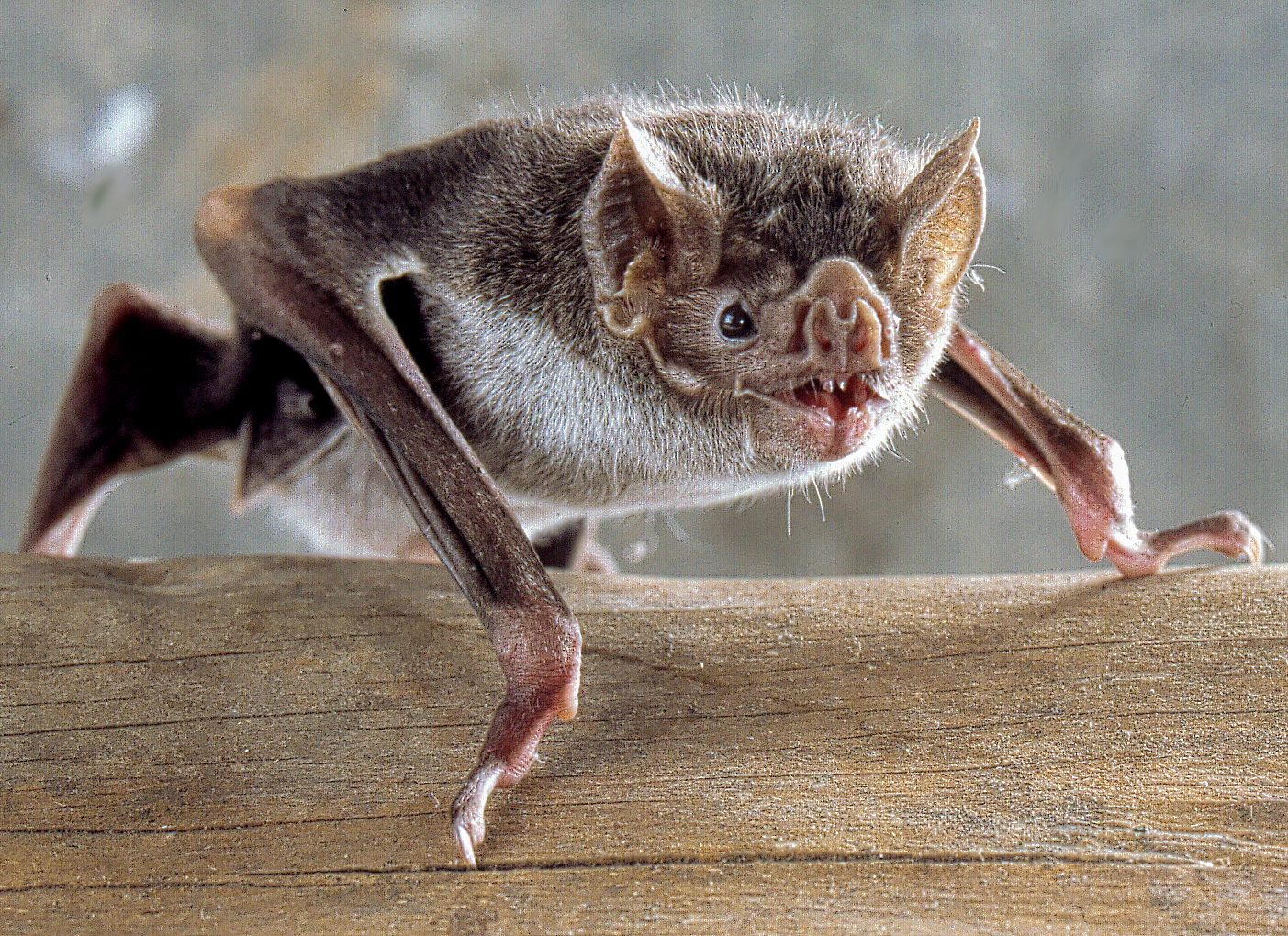
D. rotundus

El pelaje es corto, brillante y áspero, de color castaño parduzco, a veces anaranjado en el dorso. Presenta diversas adaptaciones morfológicas a su alimentación hematófaga, como son un hocico aplastado, dientes especializados y capacidad de desplazamiento cuadrúpedo apoyándose sobre el antebrazo de las alas replegadas. La longitud del cuerpo con la cabeza alcanza entre 6,8 y 9,3 cm de longitud, el pie 1,3 a 2 cm, la oreja 1,5 a 2 cm y la longitud del antebrazo de 5,3 a 6,5 cm; carece de cola. Pesa entre 19 y 43 g.

## Comportamiento y ecología
Es de hábitos nocturnos. Durante el día, se refugia dentro de troncos huecos o cuevas, en grupos de 40 a 70 o a veces  cientos de individuos, multiplicándose durante todo el año cerca de fincas ganaderas.

## Alimentación
Es hematófago, por lo que se alimenta exclusivamente de sangre de vertebrados. Ataca al ganado y a ungulados salvajes, muy raramente a los perros y los humanos. Además se ha observado que se alimentan de la sangre de gallinas. Su dentadura comprende 24 piezas, con dos incisivos muy grandes, que le sirven para abrir superficialmente la piel de su fuente de alimento. El vampiro se limita a lamer la pequeña herida que hizo con sus dientes, para extraer la sangre que no deja de manar, debido a que su saliva posee un anticoagulante. Se ha registrado que un ejemplar en cautividad puede llegar a tomar cerca de 26 litros de sangre al año.Puede transmitir el virus de la rabia.

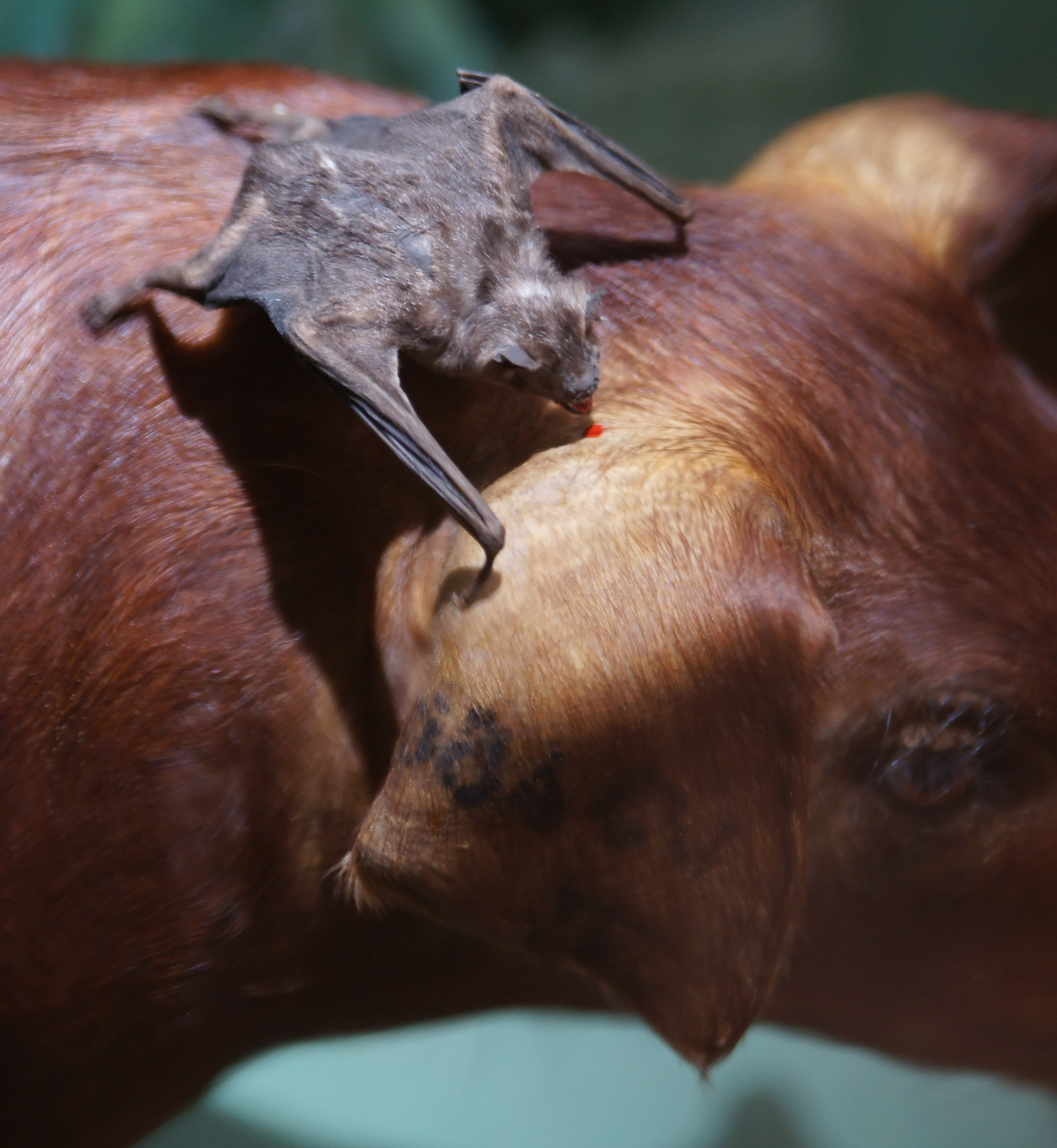
Representación de un murciélago vampiro atacando a un ternero (Museo de Historia Natural de Viena).

## Otros vampiros
Existen tres especies de vampiros que habitan en las regiones tropicales de América. Las otras dos son el vampiro de patas peludas (Diphylla ecaudata), y el vampiro de alas blancas (Diaemus youngi), que sangran a las gallinas y otras aves y causan graves perjuicios a la avicultura. El último también ataca a mamíferos como las cabras y cerdos. Los vampiros abarcan una amplia área donde habitan, que va desde Chile hasta el sur de Estados Unidos, en el norte.
Uno de los primeros en relatar su experiencia con un vampiro de este tipo fue Gonzalo Fernández de Oviedo en su Sumario de la Natural Historia de las Indias (1526), ya que fue mordido por ellos y tuvo que usar el método de los indígenas para curar sus heridas.[cita requerida]